# Trachyphonus margaritatus
Trachyphonus margaritatus, conosciuto volgarmente come Barbetto pettogiallo, è un uccello appartenente alla famiglia dei Lybiidae, ed è presente nei territori centro-africani, più precisamente in Burkina Faso, Ciad, Gibuti, Eritrea, Etiopia, Mali, Mauritania, Niger, Nigeria, Somalia e Sudan.

## Descrizione
Gli esemplari di questa specie sono lunghi circa 20 cm e devono il loro nome comune alla screziatura bianca del piumaggio nero sul dorso e sulle ali. La testa e il petto sono prevalentemente di colore giallo, con una striscia nera sulla fronte e sulla corona erettile, con macchie nere sulla nuca e sulla parte posteriore del collo. Sotto il petto è presente una striscia nera, anch'essa punteggiata di bianco, che la separa dal ventre biancastro. Anche l'obisplebo è biancastro, con una striscia gialla al centro e la base della coda rossa. Le remiganti centrali della coda sono nere e quelle laterali e inferiori sono striate di bianco e nero. Il suo robusto becco è rosso e le zampe sono grigiastre.